# Mobiele fruitpers

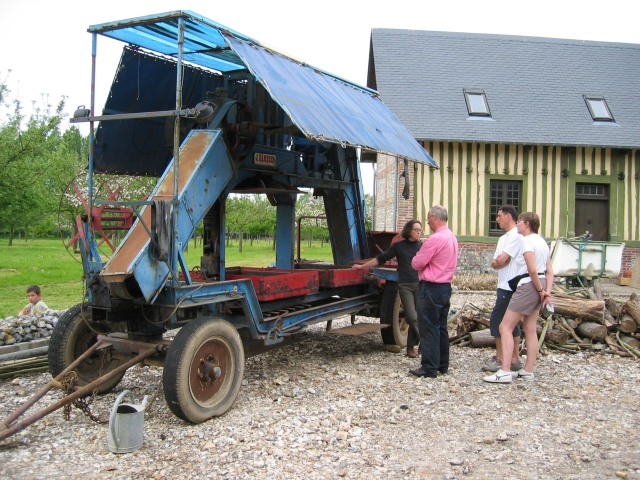
Moderne appelpers (2004)

Een mobiele fruitpers is een installatie waarmee op locatie appel- en perensap wordt geperst. Over het algemeen is de fruitpers geplaatst op een aanhanger. Reeds in de jaren 30 van de twintigste eeuw werd al gebruik gemaakt van een mobiele pers die men kon huren. De pers werd toen op een platte kar geplaatst.

## Toepassingsgebied
Gangbare fruitsoorten zijn onder meer Notarisappel, Cox's Orange Pippin, Benoni, James Grieve, Groninger Kroon, Sterappel, Alkmene, Dubbele Bellefleur en Zoete Bloemee. De opbrengst van deze oude hoogstambomen is vaak hoog maar omdat vrijwel niemand aan chemische gewasbescherming doet, is veel fruit aangetast. In plaats van het weg te laten rotten, kiezen veel eigenaren ervoor er sap of cider van te maken of te laten maken; juist het hiervoor genoemde fruit is daar prima geschikt voor. 

## Materiaal en aandrijving
- Hout of roestvrij staal
- Waterdruk, hydraulisch, luchtdruk en elektrisch

## Basis productiemethode
Het fruit wordt eerst gewassen en daarna versneden, met pitten, schil en al. Dat mengsel wordt geplet, het sap wordt opgevangen in daartoe bestemde bak. Het sap wordt vervolgens verhit tot 80-82 graden. Hierna kan verwerking in zakken of pakken plaatsvinden. Het vruchtenpulp dat achterblijft wordt vaak gebruikt als veevoeder. 
In een aantal gevallen wordt ook gebruik gemaakt van stikstof dat voor minimale oxidatie zorgt bij het fruit. De stikstof komt niet in de sap terecht, maar vormt een laagje op het sap en daardoor blijven de vitamines en fenolen die in het fruit behouden. Het sap is helderder van kleur dankzij het gebruik van de stikstof en wordt niet bruin.